# Anandi Gopal Joshi
Anandi Gopal Joshi (ur. 31 marca 1865, zm. 26 lutego 1887) –  pierwsza hinduska lekarka.

## Życiorys
W wielu źródłach jest określana jako pierwsza lekarka w Indiach. Była pierwszą kobietą pochodzącą z Prezydencji Bombaju, która ukończyła zachodnie studia medyczne.